# The Stake Out (Seinfeld)
De vigilancia es el segundo episodio emitido de la comedia de la NBC Seinfeld. Se emitió el 31 de mayo de 1990.

## Argumento
Cuando Jerry va a una fiesta de cumpleaños con Elaine, conoce a una mujer que a la que le quiere pedir salir, pero no tiene la oportunidad. Solo sabe su nombre y dónde trabaja por lo que junto a George irá a su edificio para encontrarla. Ellos lo consiguen, y Jerry continua saliendo con ella hasta el quinto episodio de la temporada, "El chivatazo."

## Trivia
- Esta fue la primera aparición de Elaine en ser emitida pero fue realmente en " Enemistad masculina" donde hace su primera aparición en orden de producción
- El padre de Jerry, Morty Seinfeld, es interpretado por Phil Bruns en este episodio. En el resto de apariciones es interpretado por Barney Martin.
- La fantasía de George de ser un arquitecto es introducida en este episodio.
- El alias de George, "Art Vandelay", es introducido en este episodio. Él había sugerido Burt Harbinson, Art Core y Art Corevelay,pero lo cambia después.
- El primer episodio que menciona la relación pasada (ficticia) entre Jerry Seinfeld y Elaine Benes'.
- Este episodio está basado en una experiencia de Larry David.
- Vanessa es una de las pocas mujeres en la serie que repite como novia de Jerry
- Referencia a Superman: una película animada de Superman es vista en la tienda de videos.

- Datos: Q7766193